# Broń chemiczna I wojny światowej

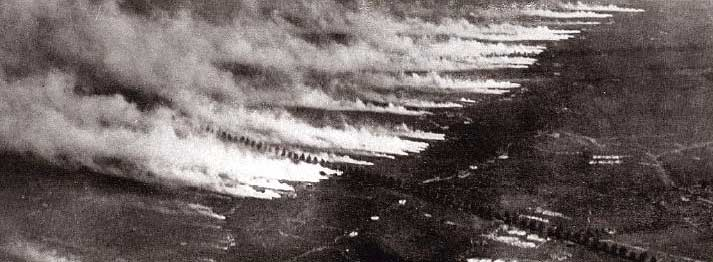
Atak gazowy z użyciem chloru przeprowadzony podczas I wojny światowej

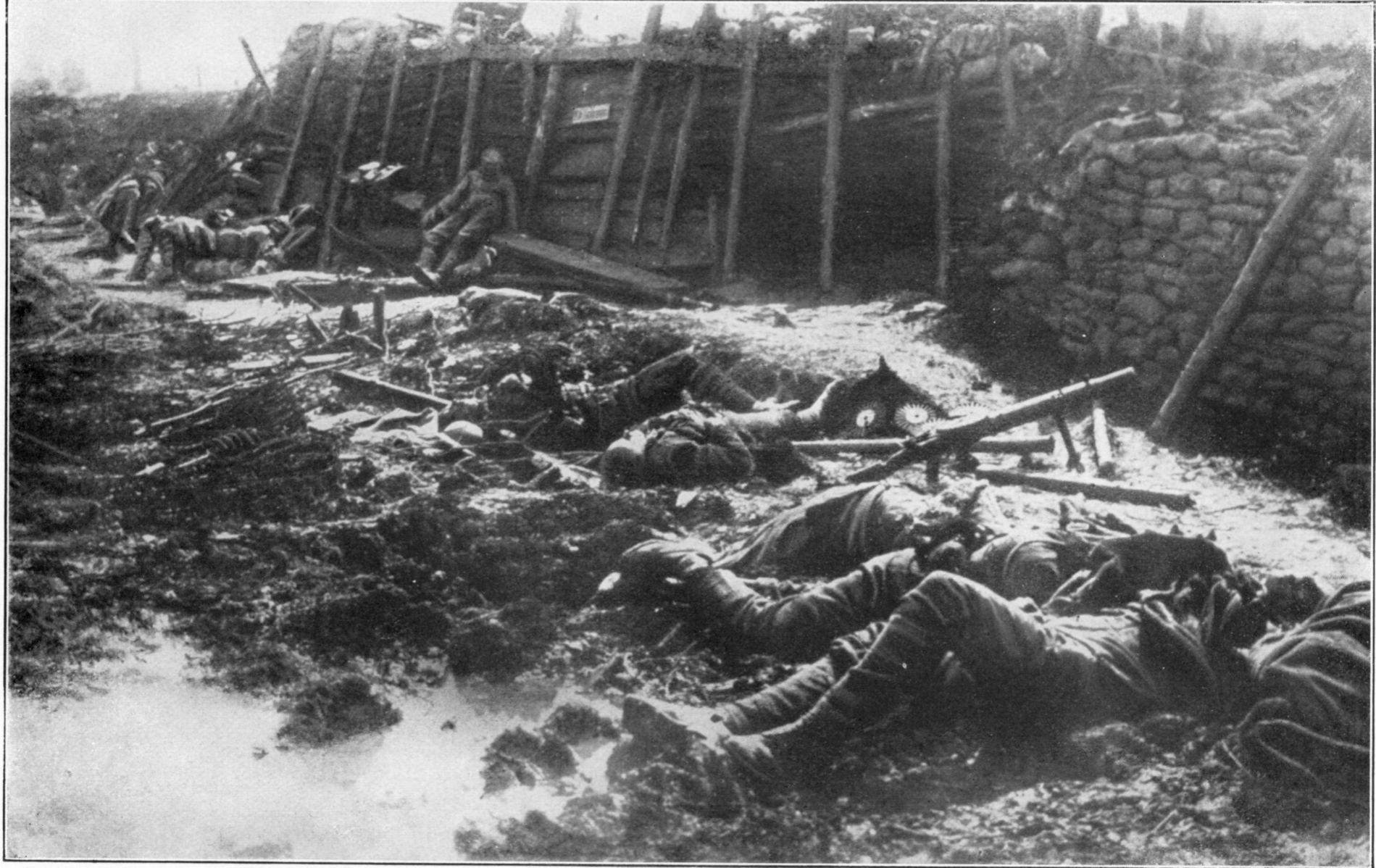
Zwłoki brytyjskich żołnierzy po niemieckim ataku gazowym pod Fromelles w 1917

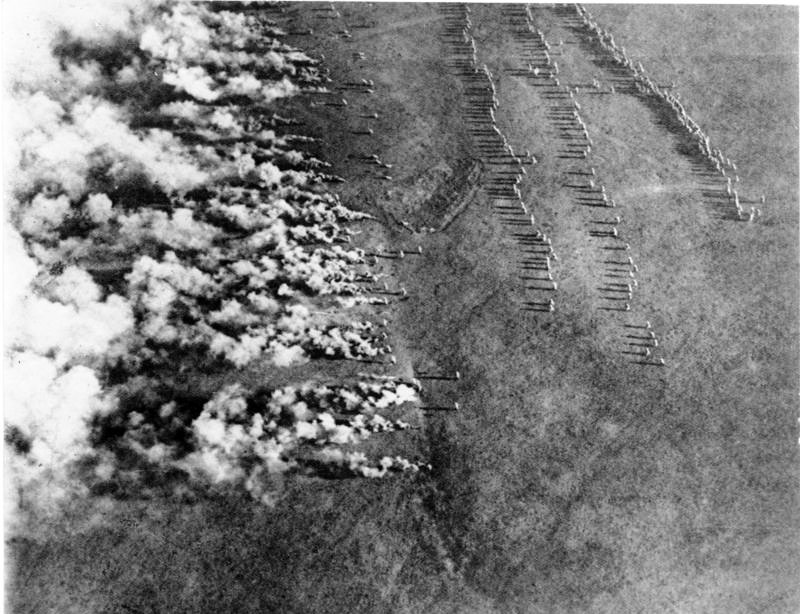
Niemiecki atak gazowy na froncie wschodnim

Broń chemiczna I wojny światowej – broń chemiczna używana podczas I wojny światowej.

## Historia
Broń chemiczną po raz pierwszy zastosowano na większą skalę w trakcie I wojny światowej. Pierwsze użycie przez Niemców miało miejsce już 17 października 1914 roku na froncie zachodnim, gdzie w okolicach Neuve-Chapelle ostrzelali pozycje ententy granatami z gazem łzawiącym. Niemcy, w celu wsparcia piechoty, wystrzelili ok. 3000 sztuk artyleryjskich pocisków 105 mm wypełnionych o-dianizyną (oznaczonych jako Nischrapnell). Atak był zupełnie nieudany, zajmujący ten odcinek frontu Anglicy nie zauważyli nawet obecności tego gazu.
Na froncie wschodnim 31 stycznia 1915 (według niektórych źródeł 30 stycznia albo też 31 grudnia 1914) nad rzeką Rawką pod Bolimowem Niemcy ostrzelali pozycje rosyjskie artyleryjskimi pociskami wypełnionymi środkiem T-Stoff (bromkiem ksylilu mogącym zawierać także inne substancje). Oprócz pocisków -T, ostrzał prowadzono pociskami o oznaczeniu „Ni” – od niemieckiego Nispulver. Środek ten wywoływał kichanie. Jego rolą było rozszerzenie pęcherzyków płucnych co miało ułatwić wnikanie gazu łzawiącego. Do wsparcia ataku piechoty Niemcy przygotowali ok. 18 tys. pocisków wypełnionych gazami. W rejonie natarcia skoncentrowano 100 baterii (ok. 500 dział, w tym ok. 150 ciężkich). W każdym pocisku znajdowało się ok. 4 kg środka łzawiącego, łącznie 72 tony. Przygotowanie artyleryjskie rozpoczęto o godz. 7.00 przy temperaturze –12 °C. Natarcie rozpoczęto o godz. 11.00. Z powodu niskiej temperatury nie doszło jednak do uwolnienia skutecznych ilości gazów. Pociski tego samego typu wykorzystano w marcu 1915 roku w Nieuwpoort we Flandrii.
Nikłe skutki użytych wcześniej gazów łzawiących spowodowały, że Niemcy zwrócili uwagę na koncepcję użycia chloru, złożoną jesienią 1914 roku szefowi Sztabu Generalnego gen. Erichowi von Falkenhaynowi przez profesora Fritza Habera. Haber twierdził, że chlor to nowa broń, która potrafi przełamać najlepiej umocnione pozycje obronne i przyniesie zwycięstwo w wojnie pozycyjnej. Powinien szybko się rozwiewać, umożliwiając natarcie piechoty bezpośrednio po ataku chemicznym. Chlor ma jeszcze tę „zaletę”, że będąc cięższym od powietrza wnikał w zagłębienia terenu i wolniej się z nich ulatniał, skutecznie eliminując żołnierzy przebywających w okopach i ukrywających się. Haber opracował też technologię zastosowania tego gazu. Kilka tysięcy metalowych butli z płynnym chlorem ustawionych równolegle do pozycji nieprzyjacielskich miało być otwartych jednocześnie. Wydobywający się gaz niesiony wiatrem miał nie tylko porazić, ale i uśmiercić żołnierzy przeciwnika. Liczono także na olbrzymie znaczenie psychologiczne, panikę i rozprężenie w szeregach wroga.
Niemieckie oddziały chemiczne przygotowały się do ataku pod Ypres, wkopując 4130 mniejszych i 1600 większych butli chloru naprzeciw dwóch francuskich dywizji. Odczekawszy na właściwy wiatr, 22 kwietnia 1915 roku, o 5 po południu, wypuściły ok. 150 ton gazu pod miejscowością Langemark. Chmurę gazową Francuzi początkowo zinterpretowali jako zasłonę dymną dla natarcia niemieckiej piechoty i nakazali żołnierzom pozostanie w okopach i przygotowanie się do odparcia ataku. Chmura duszącego gazu zalała okopy, zmuszając w końcu obrońców do wycofania się. Cienka linia obrony została przerwana na odcinku o długości 6 km, ale oddziały niemieckie niechętnie nacierały widząc efekty gazu. Straty alianckie wyniosły między 800 a 1400 zabitych i 2–3 tys. rannych. Kolejny atak, kilka dni później, okazał się dużo mniej skuteczny, bo alianci dysponowali już prymitywnymi środkami zabezpieczającymi.
W drugiej połowie kwietnia 1915 roku rozpoczęły się niemiecko–austro-węgierskie przygotowania do operacji w Galicji. Tam też planowano przeprowadzenie siłami 36 Pułku Pionierów (tzw. „pułku gazowego”) ataku z użyciem chloru. Jednak szef sztabu 11 Armii płk. Hans von Seeckt zrezygnował z tej opcji, gdyż obawiał się uzależnienia od warunków pogodowych, które mogły uniemożliwić rozpoczęcie ofensywy w planowanym terminie 2 maja. W tej sytuacji pułk gazowy przydzielono do 9 Armii i wysłano w rejon Bolimowa. W ten sposób rozpoczęto przygotowania do ataku gazowego nad Bzurą i Rawką.
Na kilkunastokilometrowym odcinku frontu (ok. 12 km w linii prostej) od tartaku Bolimowskiego do Białynina (według innych źródeł do Suchej) 36 Pułk Pionierów umieścił 12 tys. butli z 264 tonami chloru. Pionierzy umieścili butle na przedpiersiach okopów, przykrywając je workami z piachem. Butle ustawiono pojedynczo lub łączono po kilka, a od zaworów odprowadzono 3 metrowe rury, z których wydobywał się ciekły chlor zmieniający się w gaz. Niemcy czekali na sprzyjający kierunek wiatru. 30 maja ukształtowała się sprzyjająca cyrkulacja i 31 maja nad ranem (między godz. 2.00 a 3.00) Niemcy rozpoczęli wypuszczanie chloru. Po otwarciu butli z wiatrem sunęła 6-metrowej wysokości fala gazu, która szybko dotarła do odległych o 80–600 kroków Rosjan. Zaskoczenie Rosjan w okopach było pełne (Rosjanie nie posiadali masek przeciwgazowych, 6 pułk wyposażony był w aparaty tlenowe). Nie wiedzieli, jak się zachować. Sądząc, że jest to zasłona dymna, chowali się do okopów, a tam stężenie gazu było największe. Gdy chmura opadła, rozpoczęło się natarcie niemieckie. Na szczęście dla obrony rosyjskiej gaz przeszedł nad żołnierzami na pierwszej linii okopów i wraz z posiłkami Rosjanie powstrzymali atak niemiecki. Liczba zagazowanych osiągnęła ok. 11 tys. (inne źródła podają 9100 żołnierzy). Rosyjskie publikacje twierdzą, że życie straciło 1500–2100 żołnierzy. Rosjanie pochowali swoich żołnierzy po ataku gazowym w mogiłach zbiorowych w Wiskitkach, Miedniewicach i Guzowie.
Po raz drugi użyto chloru nad Rawką i Bzurą 12 czerwca 1915 roku, na krótkim – czterokilometrowym – odcinku frontu od Kozłowa Biskupiego po Suchą. Atak ten nie spowodował tak dużych strat jak poprzednio. Wypuszczenie gazu poprzedziło przygotowanie artyleryjskie. Po przejściu chmury gazu nastąpił atak piechoty. Żołnierze niemieccy, widząc ogrom strat i męczarnie zagazowanych, samoczynnie nieśli pomoc Rosjanom, zbierając z pola walki zatrutych i wynosząc poza pole walki i na tyły. Użycie „cudownej broni” i tym razem nie przyniosło oczekiwanych sukcesów militarnych.
Cesarstwo Niemieckie intensywnie rozwijało prace nad bronią chemiczną. Trzeci i ostatni atak nastąpił w nocy z 6 na 7 lipca 1915 roku na froncie o szerokości 12 km, kończąc się tragicznie dla samych Niemców. Początkowo wiatr przesuwał się w stronę pozycji rosyjskich. Za chmurą szło natarcie niemieckiej piechoty, które zdobyło pierwszą linię rosyjskich okopów. Wtedy wiatr zmienił kierunek i zepchnął obłok gazowy na Niemców. Około 1200 żołnierzy z 12 Rezerwowego Pułku Piechoty zostało zatrutych gazem. Z nich około 360 zmarło. Po tym wydarzeniu Rosjanie ewakuowali front pozycyjny z linii Rawka-Bzura i w nocy z 16 a 17 lipca przenieśli linię obronną na odcinek Piaseczno- Błonie.
6 sierpnia 1915 roku pod Twierdzą Osowiec Armia Pruska do zdobycia twierdzy użyła broni gazowej, związków chloru i bromu. Niemcy, nie mogąc uzyskać powodzenia ostrzałem artyleryjskim i szturmami piechoty, rankiem użyli gazów (Rosjanie w tym czasie nie mieli na wyposażeniu masek). W wyniku użycia gazów Rosjanie ponieśli olbrzymie straty. Na Pozycji Sośnieńskiej trzy kompanie były zagazowane: w jednej pozostało 40 żołnierzy, na Pozycji Las Białogrady z trzech kompanii pozostało 60 żołnierzy i 2 karabiny maszynowe. W odległości 12 km od miejsca wypuszczenia gazów we wsiach Żodzie, Owieczki i Kramkówka Mała ofiarami byli cywile. Jednak szturm twierdzy siłami 7 batalionów Landwehry (ok. 7 tys. żołnierzy) nie przyniósł powodzenia.

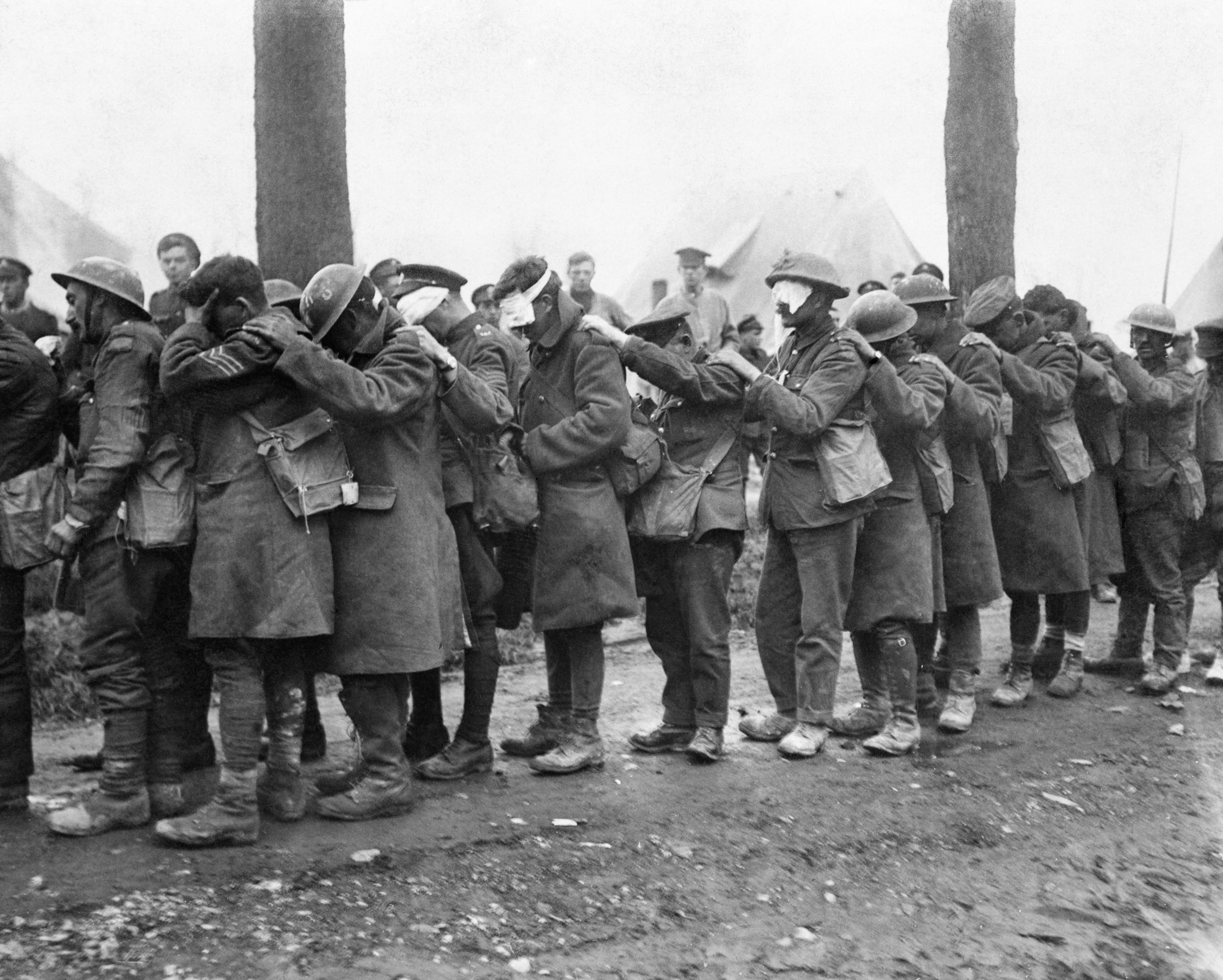
Brytyjscy żołnierze oślepieni gazem, kwiecień 1918

W nocy z 12 na 13 lipca 1917 roku, również pod Ypres, Niemcy użyli gazu musztardowego (zwanego też od tego czasu iperytem). Ofiarą gazu wystrzelonego w 50 tys. granatów artyleryjskich padło ok. 15 tysięcy żołnierzy, z których 2–3% zmarło w ciągu następnych dwóch tygodni.
Gaz stał się powszechnie używaną bronią na froncie zachodnim i wschodnim. Do 1918 Niemcy zużyli 68 tys. ton gazów, Francuzi – 36 tys. ton, a Brytyjczycy – 25 tys. ton. Pod koniec wojny 50% niemieckiego zapasu pocisków artyleryjskich było napełnionych gazem bojowym. W czasie wojny rozwijano też systemy broni, przeznaczonej do ataków chemicznych; oprócz (stopniowo zarzucanych) ataków falowych, na szeroką skalę stosowano artylerię. Brytyjczycy wprowadzili też w 1915 czterocalowy moździerz Stokesa, używany do wystrzeliwania pocisków zapalających i chemicznych oraz moździerz Livensa, wprowadzony w 1916.
Niemcy użyli gazów bojowych już po podpisaniu w Compiègne w dniu 11 listopada 1918 roku rozejmu przeciw oddziałom powstańców wielkopolskich. 16 lutego 1919 roku Ignacy Jan Paderewski, członek Komitetu Narodowego Polskiego, nadesłał do konferencji pokojowej w Paryżu depeszę, w której stwierdził m.in.: „wojska niemieckie rozpoczęły działania ofensywne na wielką skalę w niemieckiej Polsce. Zajęły one miasta Babimost i Kargowa… Niemcy stosują duże ilości gazów trujących”.

## Broń chemiczna I wojny światowej
| - Akroleina - Brom - Bromek benzylu - Bromek ksylilu - Bromoaceton - Bromocyjan - Bromocyjanek bezylu - Bromometyloetyloketon - Bromooctan etylu - Chlor - Chlorek trichlorometylosulfonylu - Chloroaceton - Chlorocyjan - Chloropikryna - Chlorosiarczan etylu |  | - Chlorosiarczan metylu - Cyjanowodór - Difenylochloroarsyna - Difenylocyjanoarsyna - Difosgen - Eter dibromometylowy - Eter dichlorometylowy - Etylodichloroarsyna - Fenylodichloroarsyna - Fosgen - Iperyt siarkowy - Jodek benzylu - Jodooctan etylu - Tiofosgen |

## Ofiary broni chemicznej w czasie I wojny światowej
| Państwo             | Ofiary    | W tym śmiertelne |
| ------------------- | --------- | ---------------- |
| Niemcy              | 200 000   | 9 000            |
| Francja             | 190 000   | 8 000            |
| Imperium Brytyjskie | 189 000   | 8 100            |
| Austro-Węgry        | 100 000   | 3 000            |
| Włochy              | 60 000    | 4 600            |
| Rosja               | 475 000   | 56 000           |
| USA                 | 73 000    | 1 500            |
| Belgia              | 73 000    | 1 500            |
| Rumunia / Bułgaria  | 10 000    | 1 000            |
| Łącznie             | 1 297 000 | 91 000           |

Dane w tabeli za Coleman, 2005 (przybliżone).